# Josef Kapfhammer
Josef Kapfhammer (* 3. April 1888 in Nürnberg; † 27. März 1968 in Freiburg im Breisgau) war ein deutscher Apotheker, Chemiker, Mediziner und Ernährungsphysiologe. 

## Drei Studien
Nach einer Apothekerlehre in Nürnberg von 1903 bis 1906 studierte Kapfhammer an der Friedrich-Alexander-Universität Pharmazie. Dort wurde er 1909 Mitglied des Corps Bavaria Erlangen. Nach dem 1910 bestandenen Apothekerexamen arbeitete er mehrere Jahre in Bremer und Berliner Apotheken. Daneben begann er 1912 mit dem Chemiestudium, das er im Ersten Weltkrieg als Heeresapotheker unterbrechen musste. 1919 promovierte er in Erlangen zum Dr. phil. Ein gleichzeitiges Medizinstudium in Erlangen und an der Friedrich-Wilhelms-Universität zu Berlin beendete er mit dem Staatsexamen und der medizinischen Promotion. 1920 wurde er Assistent bei Max Rubner am Kaiser-Wilhelm-Institut für Arbeitsphysiologie in Berlin. Seit 1922 wirkte er bei Karl Thomas am Institut für Physiologische Chemie an der Universität Leipzig und habilitierte sich dort 1925 für Physiologie mit der Schrift: Die freien Aminogruppen im Eiweiß.
1928 nahm er den Ruf auf den Lehrstuhl für Physiologische Chemie der Universität Freiburg an und wurde als Nachfolger von Konrad Knoop Institutsdirektor. 1934/35 war er Dekan der Medizinischen Fakultät. Am 22. Juni 1937 beantragte er die Aufnahme in die NSDAP und wurde rückwirkend zum 1. Mai desselben Jahres aufgenommen (Mitgliedsnummer 4.352.465). Er nahm an der Tagung über Ärztliche Fragen bei Seenot und Winternot am 26. und 27. Oktober 1942 teil, wo auch über die „Unterkühlungsversuche“ im KZ Dachau referiert wurde. 1944 verlor er durch die Zerstörung seines Instituts alle Arbeitsmöglichkeiten und wertvolle Arbeitsprotokolle. So wandte er sich besonders der Lehre zu, widmete sich dem Neuaufbau des Deutschen Roten Kreuzes und gründete die DRK-Blutspendezentrale Baden-Baden.
Nach Ende des Zweiten Weltkrieges gehörte Kapfhammer dem Entnazifizierungsausschuss der Medizinischen Fakultät der Universität Freiburg an. Das Corps Palatia Straßburg verlieh ihm 1952, ebenso wie 1951 seinem Bruder Volker, das Band. 1956 wurde er emeritiert.

## Ehrenämter
- Präsident des DRK-Landesverbandes Südbaden (1949–1965)
- 1. Bundesarzt des DRK